# Ermita de Santa Bárbara (Anento)
La ermita de Santa Bárbara es una ermita situada en la localidad zaragozana de Anento dedicada a Santa Bárbara. Se encuentra en la parte alta de la localidad, rodeada de edificios modernos.
Se trata de un pequeño edificio de mampostería de planta rectangular, sobreelevada, con una escalinata que le da acceso. Su techumbre, con vigas de madera, tiene vertiente a dos aguas. En el interior hay un retablo, con dos columnas y frontón partido, y muestra tres imágenes, siendo la central la de Santa Bárbara.